# Poama
Poama – wieś w Estonii, w prowincji Hiuma, w gminie Kõrgessaare.
W 2012 roku wieś liczyła 9 mieszkańców; w październiku 2010 – 10, w grudniu 2009 – 10.